# Kanadische Badmintonmeisterschaft 2003
Die Kanadische Badmintonmeisterschaft 2003 fand vom 29. April bis zum 3. Mai 2003 in Valleyfield statt.

## Medaillengewinner
| Disziplin    | Gold                              | Silber                    | Bronze                                |
| ------------ | --------------------------------- | ------------------------- | ------------------------------------- |
| Herreneinzel | Andrew Dabeka                     | Mike Beres                | Stephan Wojcikiewicz                  |
| Herreneinzel | Andrew Dabeka                     | Mike Beres                | Bobby Milroy                          |
| Dameneinzel  | Denyse Julien                     | Anna Rice                 | Jody Patrick                          |
| Dameneinzel  | Denyse Julien                     | Anna Rice                 | Florence Lavoie                       |
| Herrendoppel | Mike Beres Kyle Hunter            | Keith Chan William Milroy | Jon Vandervet Justin Mullaly          |
| Herrendoppel | Mike Beres Kyle Hunter            | Keith Chan William Milroy | Jean Philippe Goyette Jonathan Bolduc |
| Damendoppel  | Milaine Cloutier Robbyn Hermitage | Anna Rice Denyse Julien   | Amélie Felx Valérie Loker             |
| Damendoppel  | Milaine Cloutier Robbyn Hermitage | Anna Rice Denyse Julien   | Lindsay Smith Tammy Sun               |
| Mixed        | William Milroy Tammy Sun          | Mike Beres Jody Patrick   | Philippe Bourret Denyse Julien        |
| Mixed        | William Milroy Tammy Sun          | Mike Beres Jody Patrick   | Jean Philippe Goyette Amélie Felx     |